# 福知山警察署
福知山警察署（ふくちやまけいさつしょ）は、京都府警察が管轄する警察署の一つである。

## 所在地
- 京都府福知山市堀2108番地3

## 管轄区域
- 福知山市

## 沿革
- 2006年1月1日：福知山市と天田郡三和町、夜久野町、加佐郡大江町の3町の合併により、管轄区域が1署1市3町から1署1市となった。

## 内部組織
- 会計課 - 会計係
- 警務課 - 警務係、留置管理係、犯罪被害者支援係、広聴・相談係
- 生活安全課 - 生活安全係、人身安全・少年係
- 地域課 - 地域第一係、地域第二係、地域第三係、地域管理係
- 刑事課 - 捜査管理係、強行・盗犯係、知能・組織犯罪対策係
- 交通課 - 交通総務係、交通指導係、交通事故捜査係
- 警備課 - 警備係

## 交番
（ ）の中は所在地。
- 長田野交番（福知山市長田野町3丁目1-3）
- 福知山駅前交番（福知山市駅前町404）
- 広小路交番（福知山市字中ノ小字中ノ町205-1）
- 石原交番（福知山市石原1丁目206）

## 駐在所
（ ）の中は所在地。
- 榎原駐在所（福知山市字榎原1359）
- 上六人部駐在所（福知山市字生野小字西側95-1）
- 三岳駐在所（福知山市字一の宮小字山の口565-1）
- 上川口駐在所（福知山市字立原小字屋敷111-5）
- 三和駐在所（福知山市三和町千束小字向野660）
- 菟原駐在所（福知山市三和町菟原下小字川ノ上69-2）
- 下夜久野駐在所（福知山市夜久野町額田小字森島1376-8）
- 上夜久野駐在所（福知山市夜久野町直見15）
- 大江駐在所（福知山市大江町河守小字仲町749-1）
- 内宮駐在所（福知山市大江町内宮小字向山306-1）
- 南有路駐在所（福知山市大江町南有路小字森安2528）
- 公庄駐在所（福知山市大江町公庄小字小田357-1）

## 主な未解決事件
- 2004年2月3日に福知山市三和町・三春峠の山中で布団に包まれた男性の白骨遺体が発見された事件。未だに身元が判明しておらず、最近警察ではこの男性の復顔像を公開した[1]。